# Удонтхані (провінція)
Удонтхані (тай. อุดรธานี ʔù.dɔ̄ːn tʰāː.nīː) — провінція на сході Таїланду, розташована в регіоні Ісаан. Адміністративний центр і найбільше місто — Удонтхані.
Площа 11300 км². Населення — 5.170.300 осіб (на 2014 рік).